# Blang Poroh (Jeunieb)
Blang Poroh is een bestuurslaag in het regentschap Bireuen van de provincie Atjeh, Indonesië. Blang Poroh telt 677 inwoners (volkstelling 2010).